# Marianne Oswald
Marianne Oswald, nome d'arte di Sarah Alice Bloch (Sarreguemines, 9 gennaio 1901 – Limeil-Brevannes, 25 febbraio 1985), è stata una cantante e attrice francese.
Prese il nome d'arte da un personaggio che ammirava molto, l'infelice Oswald nel dramma Spettri di Ibsen.
Era nota per la sua voce rauca, per il forte accento mezzo lorenese e mezzo tedesco, e perché cantava storie di amori non corrisposti, di disperazione, di tristezza e di morte. Cantava le  canzoni di Kurt Weill e Bertolt Brecht. Era amica di Jean Cocteau, Jacques Prévert, François Mauriac, e Albert Camus. Infatti, il testo della copertina di uno dei suoi album era stato scritto da Camus. Fu un'ispirazione per i compositori Francis Poulenc e Arthur Honegger.

## Biografia
I genitori di Marianne Oswald erano immigrati ebrei, esuli dalla Polonia. Entrambi morirono giovani e lei restò orfana nel 1917 all'età di 16 anni. Inizialmente venne affidata ad un collegio di Monaco, ma nel 1920 trovò la sua strada a Berlino, dove iniziò a cantare nei fiorenti cabaret dell'epoca. In questo periodo un'operazione per rimuovere il gozzo - la chiamò "per tagliarmi la gola" - la portò ad avere una voce permanente rauca che avrebbe avuto un effetto importante e non del tutto negativo sulla sua carriera di cantante.
Nel 1931, con l'ascesa del partito nazista e la minaccia che portava - la Oswald era ebrea da entrambi i genitori - fu costretta ad emigrare a Parigi dove forgiò un nuovo stile, personale, di canto francese che incorporava le tecniche dell'espressionismo tedesco. Cantava al cabaret "Le Boeuf sur le Toit" (Il bue sul tetto), una taverna che aveva da tempo accolto i brani dell'avanguardia francese. Fu tra i primi a interpretare L'opera da tre soldi di Berthold Brecht e Kurt Weill, con testi adattati in francese da André Mauprey, ad esempio cantando La complainte de Mackie (una canzone in inglese nota come Mack the Knife) e Pirate Jenny.
Si diceva che non aveva voce, che aveva un accento che si poteva tagliare con un coltello, che era troppo magra, che non era bella, che la sua voce, a volte dura, a volte  tenera, era bizzarra e persino sconvolgente. Era tutto vero. Inoltre cantava su argomenti deprimenti - l'amore non corrisposto, la disperazione, la morte e persino il suicidio. Eppure i suoi capelli rossi, la sua intensità e l'unicità del suo canto con la sua dizione peculiare e lo stile parlato - una novità per l'epoca - le fece guadagnare il soprannome magnifique de Marianne la Rouge (la magnifica Marianne la Rossa). Molti anni dopo, la cantante francese Barbara scrisse nelle sue memorie il suo stupore quando un amico la presentò a questa artista "fiero, moderna, disperata, sconcertante".
Nel giugno 1932 fece le sue prime due registrazioni - con l'etichetta di registrazione Salabert: En m'en foutant (Non importa) e Pour m'avoir dit je t'aime (T'amo per avermelo detto). Attirò l'attenzione di Jean Bérard, presidente della Columbia Records francese questo portò alla registrazione di due canzoni scritte da Jean Tranchant, La Complainte de Kesoubah e Le Grand Étang. Tranchant avrebbe in seguito scritto le canzoni Appel e  Sans repentir appositamente per lei. Poi, nel 1934, Jean Cocteau scrisse per lei Anna la bonne, una "canzone parlata" ispirata alla notizia straordinaria delle sorelle Papin, due domestiche che nel 1933 avevano massacrato senza motivo le loro datrici di lavoro, madre e figlia. Anna la bonne sarebbe stata poi la base di un cortometraggio del 1959 con lo stesso titolo interpretato dalla Oswald e diretto da Claude Jutra. Nel marzo 1934 registrò Le Jeu de massacre, con testi di Henri-Georges Clouzot e musica di Maurice Yvain. Nel 1936 registrò un'altra composizione di Cocteau, La Dame de Monte-Carlo.
Nel 1934, quando la Oswald aveva cantato al Pleyel, la canzone Appel di Jean Tranchant (Invocazione), con il suo tema pacifista, fu fischiata dal palcoscenico dagli antisemiti presenti nel pubblico. Il poeta e sceneggiatore Jacques Prévert subito si pose in sua difesa e questo incontro fu l'inizio di una lunga e fertile collaborazione tra il poeta e la cantante.
Da questo incontro era nata una proficua collaborazione tra il poeta e la cantante, la quale 
Il sodalizio fra la cantante ed il poeta proseguì, così furono registrate, nel mese di aprile del 1935, Embrasse-moi con la musica di Wal-Berg, e Chasse à l'enfant (registrata dalla Oswald il 20 ottobre 1936) e Les Bruits de la nuit (dicembre 1937), con musiche di Joseph Kosma. 

Più tardi, nell'estate del 1934, un'altra notizia sconvolgente catturò l'attenzione di Jacques Prévert. Trenta bambini erano fuggiti da un carcere di Belle-Ile-en-Mer dove erano stati torturati da guardie sadiche. Una ricompensa di venti franchi per bambino fu offerta per aiutare a riprendere i "malfattori" e dei normali cittadini si unirono alla caccia! Prévert rispose scrivendo una poesia, La chasse à l'enfant (La caccia del bambino), che fu messa in musica da Joseph Kosma e registrata da Marianne Oswald nell'ottobre del 1936. Prévert intendeva anche trasformare questa storia in un film, ma questo non è mai avvenuto.
Nel 1935 Oswald sposò un certo monsieur Colin, un francese cattolico. Ma la loro unione non sopravvisse alla guerra ed alle leggi razziste del periodo.
Nel dicembre 1937 il contratto esclusivo con la Columbia finì con la Oswald che registrò un'ultima canzone scritta da Prévert e Kosma, I suoni della notte.
Fino al 1939 Marianne Oswald poteva essere ascoltata al Le Boeuf sur le Toit, presso l'Alcazar, al Théâtre des Deux Ânes, ed al Bobino. Nel 1939 andò in esilio negli Stati Uniti dove si esibiva nei locali notturni e alla radio e fu sponsorizzata da uomini come Malcolm Cowley, John Erskine e Langston Hughes. Nel 1942 apparve con il fisarmonicista John Serry Sr. in uno spettacolo di lavori del poeta Carl Sandburg alla Town Hall di New York City.  Mentre era negli Stati Uniti, pubblicò un libro di memorie in inglese, Una piccola voce, nel 1945. Complessivamente rimase in America per quasi sette anni.
Nel 1946 tornò in Francia. Durante i sei anni di esilio in America, il gusto del pubblico parigino era cambiato. Lo stile classico di Marianne Oswald non era più ben accolto nei cabaret. Si rivolse alla radio e fu protagonista di una serie di programmi presentati da Cocteau, Camus, Pierre Seghers, Ribemont-Dessaignes, Gaston Bonheur e dal produttore e regista televisivo Jean Nohain. Intitolato Il ritorno di Marianne Oswald, l'artista cantava e recitava le opere di Apollinaire, Paul Éluard e, naturalmente, Prévert.
Nel 1948 pubblicò una versione allargata delle sue memorie in francese sotto il titolo Je n'ai pas appris à vivre (Non ho imparato a vivere), con una prefazione di Jacques Prevert.
Nel 1938 Marianne Oswald iniziò la sua carriera di attrice con Le Petit chose diretto da Maurice Cloche. Complessivamente lei è apparve in sette film tra il 1938 e il 1958. Divenne particolarmente nota per la sua interpretazione nel film Les amants de Vérone (Gli amanti di Verona) del 1949, diretto da André Cayatte e scritto da Cayatte e Jacques Prévert. Fu a volte una sceneggiatrice, scrivendo la scenografia per La première nuit nel 1958 e un cortometraggio televisivo, Bouquet de femmes, nel 1960. Lavorando con Remo Forlani, ha anche prodotto programmi televisivi per bambini, in particolare Terre des Enfants (Terra dei bambini).
Per più di trent'anni Marianne Oswald visse in una stanza del famoso Hôtel Lutetia sulla riva sinistra di Parigi, un hotel che ironicamente era servito come sede della Gestapo durante la guerra. Quando morì nel 1985 all'età di 84 anni, all'ospedale di Limeil-Brevannes nella Val-de-Marne, poche persone parteciparono al funerale. Sei anni dopo, nel giugno 1991, i suoi resti furono restituiti alla sua città natale di Sarreguemines. Una targa con il suo nome fu affissa all'angolo di Church Street e Rue de Verdun, proprio sul posto occupato dall'edificio in cui era nata e che era stata distrutta durante la guerra.

## Tributi
- Non canta né bene né male. Lasciate che gli specialisti definiscano il suo talento. La cosa importante è che canta come una torcia brucia. Lei è alternativamente il geranio delle periferie, la cicatrice del crimine, la lanterna del bordello e il fischio della polizia.

Jean Cocteau
- Canta delle canzoni realiste, tuttavia va oltre la realtà, non pretende di tradurre, traspone, tormenta l'anima umana, e disegna col bulino. (Elle chante des chansons réalistes, cependant elle dépasse le réalisme, elle ne fait pas semblant, elle transpose, elle taraude l'âme humaine, elle dessine au burin.)

Louis Leon Martin
- Suppongo che sia questo potente fuoco cremisi, questo bagliore, questo faro, un faro che infonde questa furia di donna, questa dispensatrice di gas acetilene e fiamme di magnesio, che spiega l'efficacia di questa cantante, questo mimo che respinge molti, ma che è tuttavia molto necessario. (Je suppose que c'est cette puissance rouge d'incendie, de mégot, de torche, de phare, de fanal, qui l'habite, cet acharnement de braise, cette haleur de gaz d'acétylène, de magnésium et de lampe à souder, qui forment l'efficacité de cette chanteuse, de cette mime que bien des esprits repoussent, mais qui s'impose malgré tout.)

Jean Cocteau

## Filmografia
- 1938: The Little Thing (diretto da Maurice Cloche) – La camarade
- 1949: Les amants de Vérone (diretto da André Cayatte) – Laetitia
- 1953: Le Guérisseur (diretto da Yves Ciampi) – La guaritrice Lucie
- 1958: The Adventures of Remi (diretto da André Michel) – Mrs. Emily Driscoll
- 1958: Anna la bonne (short) (diretto da Harry Kümel) – Anna
- 1956: The Hunchback of Notre Dame (diretto da Jean Delannoy)
- 1958: Les Amants de Montparnasse (diretto da Jacques Becker & Max Ophüls)

## Televisione
- Marianne Oswald, une flamme, un cri:  un documentario Musicale/biografico diretto da Yannick Delhaye, trasmesso su France 3 Lorraine nel 2014.[6]

## Discografia
- L’Art de Marianne Oswald [1932-1937], EPM 982272 (1991).[3]
- Kurt Weill in Paris, Assai, 2000.[19]